# .375 Holland & Holland Magnum
Die .375 Holland & Holland Magnum ist eine leistungsstarke Gewehrpatrone für schusshartes und wehrhaftes Großwild. Aufgrund der ballistischen Eigenschaften und der hohen Energieabgabe bei dennoch hoher Rasanz wird die Patrone hauptsächlich bei der Bejagung von afrikanischem Großwild oder schwerem Schalenwild genutzt. Sie findet auch Verwendung bei der Jagd auf afrikanisches Wild, insbesondere bei der Jagd auf die „Big Five“. In vielen afrikanischen Ländern ist die Jagd auf Elefanten nur mit dem Kaliber .375 H&H und darüber gesetzlich erlaubt.
Durch die ständige und fortlaufende Entwicklung von Patronen und durch die Verwendung von modernen Schießpulvern wurde die .375 H&H in Bereichen (unterhalb der Jagd auf die „Big Five“) durch modernere Patronen ersetzt. So geben heutzutage die meisten afrikanischen Jagdreisen-Veranstalter und Jagdexperten den Einsatz der .308 Winchester oder der .30-06 Springfield als ausreichend für die Jagd von Springbock (33–48 kg), Kudu (190–270 kg) bis hin zur massiven Elenantilope (400–940 kg) an. Außerdem wichtig zu nennen ist, dass die ebenfalls leistungsstarke und auch für den militärischen Weitschuss angedachte .300 Winchester Magnum eine auf das Kaliber .300 (7,62 mm) eingezogene und auf die Hülsenlänge 66,5 mm gekürzte Version der .375 H&H ist.
Sie wurde 1912 von der britischen Firma Holland & Holland als .375 Belted Rimless Nitro-Express auf den Markt gebracht. Für diese Patrone wurden viele Gewehre (z. T. auch Pistolen) gebaut.
Für Kipplaufwaffen ist auch eine als .375 H&H Magnum flanged benannte Randpatrone verfügbar.

## Bezeichnung
Im deutschen Nationalen Waffenregister (NWR) wird die Patrone unter Katalognummer 130 unter folgenden Bezeichnungen geführt (Auswahl, gebräuchliche Bezeichnungen in Fettdruck)
- .375 H&H (Hauptbezeichnung)
- .375 Belted Rimless Magnum
- .375 Magnum H&H

## Verwandte Patronen
- .338 Winchester Magnum
- .338 Lapua Magnum